# Widnyj (1904)
Widnyj (ros. Видный) – rosyjski niszczyciel z początku XX wieku, jedna z 22 zbudowanych jednostek typu Bojkij. Okręt został zwodowany w 1904 roku w krajowej stoczni Zakłady Newskie w Petersburgu, a do służby w Marynarce Wojennej Imperium Rosyjskiego został wcielony w sierpniu 1905 roku, z przydziałem do Floty Bałtyckiej. „Widnyj” wziął udział w I wojnie światowej, a w 1922 roku został złomowany.

## Projekt i budowa
Okręt był jednym z 22 niszczycieli typu Bojkij zbudowanych w krajowych stoczniach, będących ulepszoną i powiększoną wersją zaprojektowanych w brytyjskiej stoczni Yarrow jednostek typu Sokoł . Zbudowany został w Zakładach Newskich w Petersburgu . Stępkę okrętu pod nazwą „Sig” („Сиг”) położono w 1901 roku, a zwodowany został jako „Widnyj” w 1904 roku  .

## Dane taktyczno-techniczne
„Widnyj” był niewielkim, czterokominowym niszczycielem, klasyfikowanym do 1907 roku jako torpedowiec . Długość całkowita wynosiła 64 metry, szerokość 6,4 metra i maksymalne zanurzenie 2,59 metra. Wyporność jednostki wynosiła 350 ton. Okręt napędzany był przez dwie pionowe maszyny parowe potrójnego rozprężania o łącznej mocy 5700 KM, do której parę dostarczały cztery kotły Yarrow . Dwuśrubowy układ napędowy pozwalał osiągnąć prędkość 26 węzłów . Okręt mógł zabrać zapas węgla o maksymalnej masie 80 ton, co zapewniało zasięg wynoszący 1200 Mm przy prędkości 12 węzłów .
Uzbrojenie artyleryjskie okrętu stanowiły: umieszczone na nadbudówce dziobowej pojedyncze działo kalibru 75 mm Canet L/48 oraz pięć pojedynczych dział trzyfuntowych kalibru 47 mm Hotchkiss M1885 L/40 . Jednostka wyposażona była w jedną dziobową stałą i dwie pojedyncze obracalne pokładowe wyrzutnie torped kalibru 381 mm, z łącznym zapasem sześciu torped . Ponadto okręt mógł zabrać na pokład 12–18 min .
Załoga okrętu liczyła 62–69 oficerów, podoficerów i marynarzy .

## Służba
„Widnyj” został wcielony do służby w Marynarce Wojennej Imperium Rosyjskiego w sierpniu 1905 roku . Jednostka weszła w skład Floty Bałtyckiej. W 1909 roku dokonano modernizacji uzbrojenia jednostki: zdemontowano wszystkie wyrzutnie torped kalibru 381 mm i wszystkie działka kalibru 47 mm, instalując w zamian dwie pojedyncze wyrzutnie torped kalibru 450 mm oraz drugą armatę kalibru 75 mm Canet i sześć pojedynczych karabinów maszynowych kalibru 7,62 mm . Prace zostały wykonane w stoczni Zakładów Mechanicznych i Silników Parowych w Helsingforsie.
W momencie wybuchu I wojny światowej w sierpniu 1914 roku „Widnyj” przyporządkowany był do 5. dywizjonu niszczycieli 2. Dywizji Niszczycieli Floty Bałtyckiej (w jego skład wchodziły także „Diejatielnyj”, „Dielnyj”, „Dostojnyj”, „Rastoropnyj”, „Raziaszczij”, „Silnyj”, „Storożewoj” i „Strojnyj”). 13 sierpnia?/26 sierpnia „Widnyj” i „Prytkij” ochraniały na wodach Zatoki Fińskiej trałowce 2. i 3. dywizjonu 1. Grupy, które próbowały zlokalizować zagrodę minową postawioną przez stawiacz min SMS „Deutschland”. Stały się one celem ostrzału zespołu floty niemieckiej dowodzonego przez kadm. Ehlera Behringa (krążownik lekki SMS „Augsburg” oraz niszczyciel SMS V 25), jednak ich ogień nie wyrządził żadnych szkód trałowcom, a okręty niemieckie zostały związane walką z przybyłymi na odsiecz krążownikami pancernymi „Admirał Makarow” i „Bajan”. Na początku 1916 roku przeprowadzono reorganizację Floty Bałtyckiej, wyłączając z tzw. obrony minowej Dywizję Niszczycieli oraz Dywizję Okrętów Podwodnych, które odtąd miały podlegać bezpośrednio dowódcy Floty. W wyniku tej zmiany „Widnyj” znalazł się w 9. dywizjonie niszczycieli (wraz z „Gromiaszczim”, „Dielnym”, „Diejatielnym”, „Dostojny”, „Rastoropnym”, „Raziaszczim”, „Storożewojem”, „Silnym” i „Strojnym”). Według stanu na 1 marca?/14 marca 1917 roku „Widnyj” nadal wchodził w skład 9. dywizjonu niszczycieli, włączonego jednak w skład obrony minowej.
Między 12 kwietnia a majem 1918 roku niszczyciel był przejęty przez Niemców . Następnie okręt został odstawiony do rezerwy, a złomowano go w marcu 1922 roku .